# Lili Dujourie
Lili Dujourie va començar la carrera artística a la seva Bèlgica natal i més aviat aïllada dels moviments feministes europeus i americans. Un tema clau en el seu treball fotogràfic i de vídeo dels anys setanta és la relació entre l'artista i el seu model.
Així, Dujourie capgira la tradicional constel·lació en la qual el nu femení és l'objecte de la mirada d'un artista masculí. A Zonder Titel (Sense títol, 1977), es veu un cos a terra, damunt del paviment de fusta d'una sala, en diferents posicions que clarament ens remeten als tradicionals nus de la pintura i l'escultura occidentals. L'artista sembla que no vulgui deixar clar si es tracta d'un home o d'una dona; però, de fet, es tracta d'un home amb els cabells llargs. En referència a aquesta obra, Dujourie va explicar que, en veure les fotografies, el seu model es va sentir molt confós. I és que, en les seves expressives fotos, l'artista ens vol mostrar la tendresa i el costat femení dels homes i, sovint, els seus models s'han sentit incòmodes en veure les imatges que deixen al descobert la seva vulnerabilitat.